# Pebaun Hulu
Pebaun Hulu is een bestuurslaag in het regentschap Kuantan Singingi van de provincie Riau, Indonesië. Pebaun Hulu telt 651 inwoners (volkstelling 2010).